# Romanche
El romanche (autoglotónimo: rumantsch) (también llamado retorromanche, retorrománico, retolatín, rético o grisón) es el nombre genérico para las lenguas retorrománicas que se hablan en Suiza, donde goza de reconocimiento como lengua nacional. Como lengua del grupo retorrománico tiene una gran afinidad con el ladino dolomita y el friulano, lenguas habladas en el norte de Italia. El romanche actualmente se restringe a algunas aldeas del cantón montañoso de los Grisones (Suiza).
Según el Censo Federal de Población del año 2000, 60 561 habitantes de Suiza hablan esta lengua, o el 0,8 % de la población del país. Es el idioma principal de 35 095 personas, lo que representa el 0,5 % de todos los residentes. La mayoría de estos se encuentran en los Grisones y el resto en la diáspora en toda Suiza. El uso de este idioma está retrocediendo lentamente (−15 % durante 10 años y es hablado por menos de 100 000 personas), y hace temer por su futuro. Con el fin de contrarrestar esta tendencia, la Confederación Suiza apoya al cantón de los Grisones para la salvaguarda y la promoción del romanche. El idioma solo se utiliza en los Grisones y dentro del cantón, especialmente en las regiones de Albula, Surselva, Engadina Bassa / Val Müstair y en los ¾ de la región de Maloja (Engadina). También se usa en las comunas de Cazis, Ferrera y Andeer en la región de Viamala y en Domat / Ems, Trin y Felsberg en la región de Imboden. Estos territorios representan alrededor del 40 % del territorio cantonal.

## Aspectos históricos, sociales y culturales

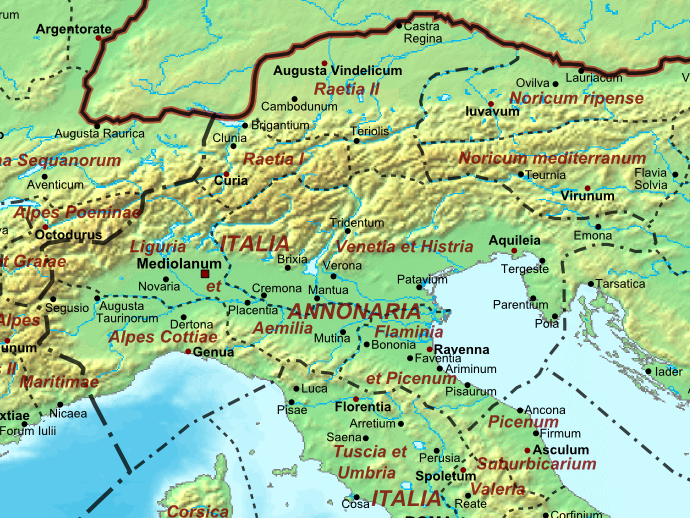
Italia Anonaria en el 400 AD

Históricamente el Romanche es lo que queda de la completa latinización que acaeció en la Recia romana, durante los primeros siglos del imperio romano. 
Este proceso fue tan completo que los confines de Italia fueron llevados hasta el Danubio por el emperador Diocleciano en la Italia Anonaria. 
Lentamente el área latinizada al norte de los Alpes se fue reduciendo con los siglos sucesivos al derrumbe del imperio romano, pero en la actual Suiza todavía existe una numerosa comunidad neolatina que habla el idioma romanche: los Ladinos del Cantón de los Grisones.

### Estandarización
En 1982, se logró estandarizar el romanche bajo la variedad normativa Rumantsch Grischun («romanche grisón»), diseñada por el lingüista suizo Heinrich Schmid, quien trató de evitar el uso de ortografías de inusual apariencia para la aceptación de este nuevo estándar. Por lo tanto, en palabras que cuentan con el fonema /tɕ/ seguidas de las vocales /e/ o /i/, se emplea el dígrafo «tg» (tgirar) para representar este sonido en lugar del dígrafo «ch». En palabras en donde el fonema /k/ preceda las vocales /a/, /o/ o /u/, se escriben con «ch» («chalanda» en lugar de Calanda). De la misma forma, che y chi (debido a esta norma, llamada Leza Uffers Kompromiss) se pronuncian [ke] y [ki]. Por otro lado, la letra «k» se convierte en un grafema innecesario en esta lengua romance. Así mismo, el fonema [ə] se escribe con la letra «e», una característica de la marcada influencia de la ortografía del alemán. Entre otras características, también se usa el trígrafo «sch» para representar a los fonemas fricativos /ʃ/ y /ʒ/, y «tsch» para /ʧ/.
Por otro lado, el hecho de que no exista <ü, ö> en rético, puede que no sea debido esta solo a la ausencia de la [y] y de [ø] en la mayoría de las lenguas réticas, sino también a su forma gráfica (por influjo alemán), que no es considerada una forma romance. Además, esto también demuestra que la adopción de una determinada grafía no está siempre relacionada con factores fonéticos. Como conclusión se puede afirmar que la ortografía rética se sitúa entre la tradición ortográfica romance del italiano, y del francés y la tradición ortográfica germánica del alemán. 
La Lia Rumantscha es una organización que abarca asociaciones de lenguas réticas. Su página web facilita más información sobre dichas lenguas.

### Variantes

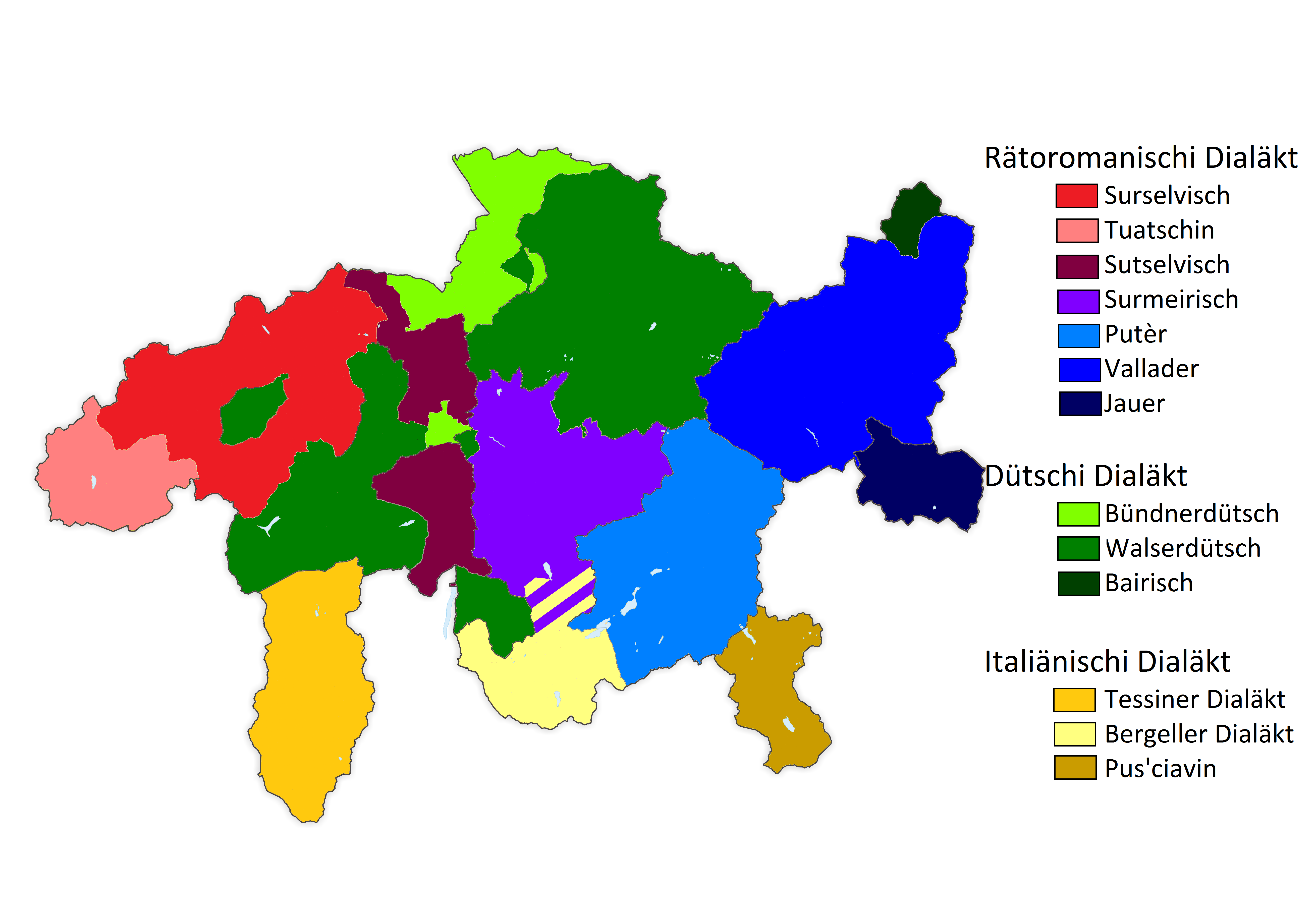
Distribución histórica de los dialectos del romache, alemán e italiano en Grisones:
Sursilvano
Tuatschin
Sutsilvano
Surmiran
Putèr
Vallader
Jauer

Los cinco dialectos que se han establecido del romanche son el suprasilvano, subsilvano, supramirano, alto engadino (putér) y bajo engadino (vallader). El puter y el vallader, en ocasiones, se consideran un solo dialecto: engadino.
El puter y el vallader, en ocasiones, se consideran una sola lengua: ladín. El ladín, por su parte, a veces se asocia con la lengua retorrománica de las montañas dolomitas italianas, también conocida como ladino dolomita. (Debe tenerse en cuenta que ladino, derivado de latino, es asimismo una de las denominaciones del judeoespañol). Sin embargo, el romanche (rumantsch) y el ladino dolomita se encuentran separados territorialmente al menos desde el siglo XVI, cuando la mayor parte de la población del Tirol Meridional/Provincia de Bolzano ya hablaba el idioma alemán hasta más al sur de Salorno cerca de Rovereto. El romanche aún era hablado en el actual Land austríaco del Vorarlberg hasta mediados del siglo XVIII, pero la inmigración de germanófonos walsers - atraídos desde el Vales por los Habsburgo de Austria - hizo retroceder a los hablantes del romanche en pequeños bolsones de los Grisones, principalmente en el reducto de la Engadina.

### Oficialidad
La primera constitución suiza de 1848, y su revisión de 1872, omitían cualquier referencia al romanche, aunque el gobierno federal financió una traducción del texto a dos de los principales dialectos del romanche en 1872. El romanche se convirtió en 1938 en "idioma nacional" de Suiza, tras un referéndum, sin embargo eso no lo convertía en idioma oficial. El reconocimiento del romanche como cuarta lengua del país se produjo en el preámbulo de la Segunda Guerra Mundial.

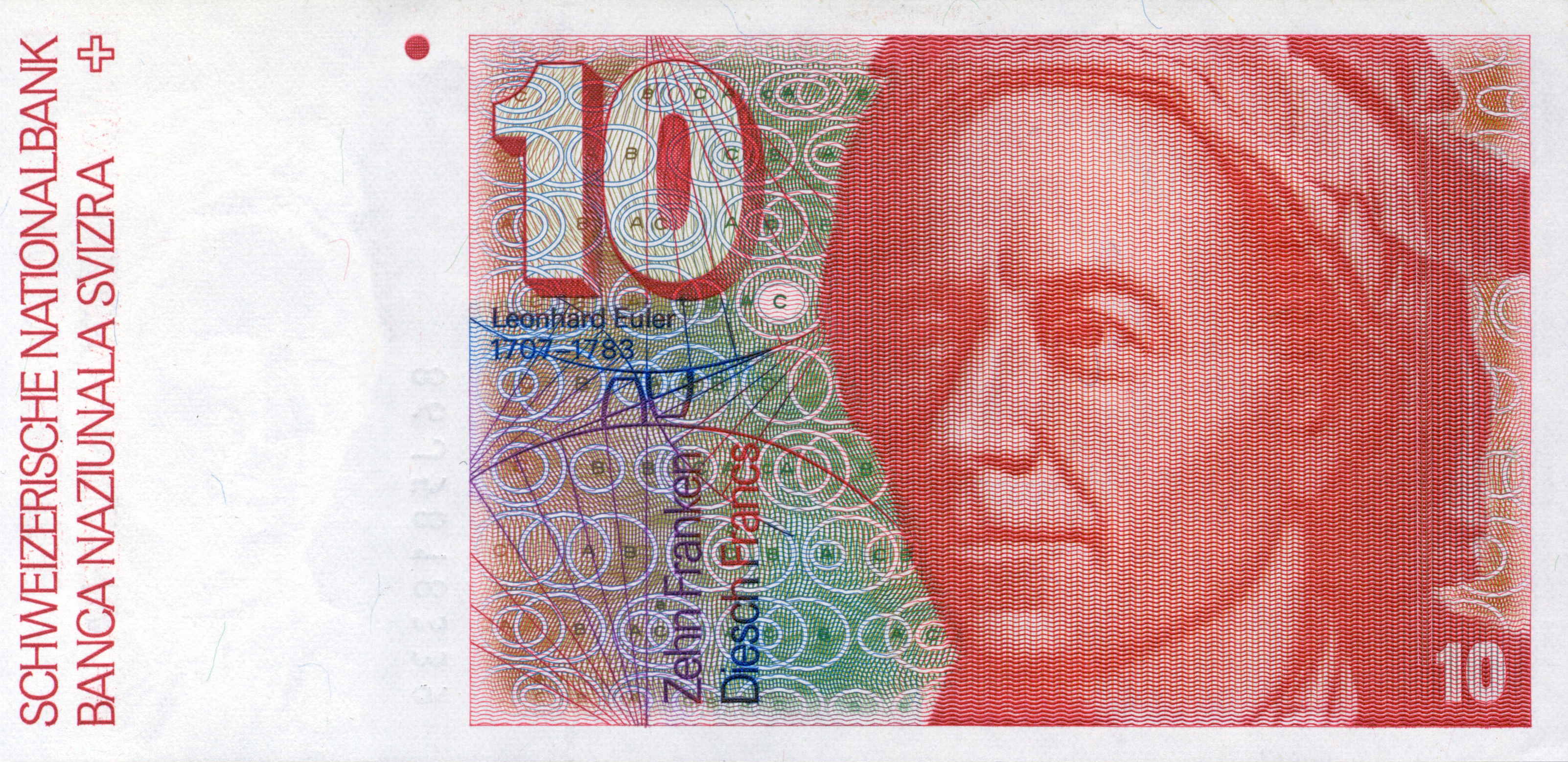
Billete de 10 francos con la denominación en romanche del Banco Nacional Suizo.

El Banco Nacional Suizo planeó introducir textos en romanche en los billetes de circulación legal en 1956. Cuando se añadieron nuevas series de billetes en 1976, se introdujo por fin el romanche.
Tras un referéndum el 10 de marzo de 1996, el romanche fue reconocido parcialmente como idioma oficial junto al alemán, el francés y el italiano en el artículo 70 de la Constitución de Suiza.
El Ejército de Suiza intentó establecer el romanche como idioma de uso interno entre 1988 y 1992. El uso oficial del romanche en el ejército cesó en 1995.

## Clasificación de la lengua
El romanche es una lengua de la rama retorrománica de la subfamilia románica de la familia indoeuropea.
Dentro de las lenguas romances, el romanche se asocia con otra lengua retorromance hablada en las montañas dolomitas de Italia, conocida como ladino dolomítico. Sin embargo, el romanche y el ladino se encuentran separados territorialmente al menos desde el siglo XVI, cuando la mayor parte de la población del Tirol Meridional (provincia de Bolzano) ya hablaba el idioma alemán hasta más al sur de Salorno cerca de Rovereto. El romanche aún era hablado en el actual Land austríaco del Vorarlberg hasta mediados del siglo XVIII, pero la inmigración de germanófonos walsers atraídos desde el Vales por los Habsburgo de Austria hizo retroceder  a los hablantes del romanche en pequeños bolsones de los Grisones, principalmente en el reducto de la Engadina.

## Descripción lingüística

### Fonología
Los fonemas consonánticos del romanche son mostrados en la tabla siguiente:
|             | Bilabial | Labio- dental | Dental y alveolar | Alveo- palatal | Posalveolar | Palatal | Velar |
| ----------- | -------- | ------------- | ----------------- | -------------- | ----------- | ------- | ----- |
| Oclusiva    | p b      |               | t d               |                |             |         | k g   |
| Africada    |          |               | ts                | tɕ dʑ          | tʃ          |         |       |
| Nasal       | m        |               | n                 |                |             | ɲ       | ŋ     |
| Fricativa   |          | f v           | s z               |                | ʃ ʒ         |         |       |
| Aproximante |          |               | r                 |                |             | j       |       |
| Lateral     |          |               | l                 |                |             | ʎ       |       |

Los fonemas vocálicos del romanche se muestran en el gráfico de abajo.
| Monoptongos | Anterior | Posterior |
| ----------- | -------- | --------- |
| Cerrada     | i        | u         |
| Media       | ə        | ə         |
| Semiabierta | ɛ        | ɔ         |
| Abierta     | a        | a         |
| Diptongos   | Componente que cierra es anterior | Componente que cierra es posterior |
| ----------- | --------------------------------- | ---------------------------------- |
| Decreciente | ai                                | au                                 |
| Creciente   | ie                                |                                    |
Schwa /ə/ ocurre solamente en sílabas átonas. El largo de la vocal es predecible:
- Vocales átonas: cortas.
- Vocales tónicas en sílabas cerradas (aquellas con una coda) son:
largas antes de /r/
cortas en cualquier otro lugar
- Vocales tónicas en sílabas abiertas son:
cortas antes de consonantes sordas
largas en cualquier otro lugar

### Comparación de léxico entre los distintos dialectos
| Español       | Suprasilvano | Subsilvano | Supramirano | Alto engadino (puter) | Bajo engadino (vallader) | Romanche grisón | Latín    |
| ------------- | ------------ | ---------- | ----------- | --------------------- | ------------------------ | --------------- | -------- |
| oro           | aur          | or         | or          | or                    | or, aur, ar              | aur             | AUR(UM)  |
| perro, can    | tgaun        | tgàn       | tgang       | chaun                 | chan                     | chaun           | CĀN(EM)  |
| casa          | casa         | tgeasa     | tgesa       | chesa                 | chasa                    | chasa           | CASA     |
| queso         | caschiel     | caschiel   | caschiel    | chaschöl              | chaschöl                 | chaschiel       | CASEUS   |
| gato          | gat          | giat       | giat        | giat                  | giat                     | giat            | CAT(TUS) |
| duro          | dir          | dir        | deir        | dür                   | dür                      | dir             | DŪR(US)  |
| yo            | jeu          | jou        | ja          | eau                   | eu                       | jau             | EGŌ      |
| forma         | fuorma       | furma      | furma       | fuorma                | fuorma                   | furma           | FŌRMA    |
| gallina       | gaglina      | gagliegna  | gagligna    | gillina               | giallina                 | giaglina        | GALLIĪNA |
| pierna        | comba        | tgomba     | tgomma      | chamma                | chomma                   | chomma          | *GAMBA   |
| ligero, fácil | lev          | leav       | lev         | liger                 | leiv                     | lev             | LEV(EM)  |
| nieve         | neiv         | nev        | neiv        | naiv                  | naiv                     | naiv            | NĬV(EM)  |
| ojo           | egl          | îl         | îgl         | ögl                   | ögl                      | egl             | OC'L(US) |
| rueda         | roda         | roda       | roda        | rouda                 | rouda                    | roda            | RŎTA     |
| todo          | tut          | tut        | tot         | tuot                  | tuot                     | tut             | TŌT(UM)  |
| tres          | treis        | tres       | treis       | trais                 | trais                    | trais           | TRĒS     |

### Algunas expresiones comunes
- Allegra. - 'Hola' o 'Bienvenido'
- Co vai? - '¿Cómo estás?'
- Bun di - 'Buenos días'
- Buna saira. - 'Buenas tardes'
- Buna notg. - 'Buenas noches'
- A revair. - 'Adiós'
- A pli tard. - 'Hasta luego'
- Perstgisai. - 'Perdón'
- Perdunai. - 'Perdón'
- Per plaschair. - 'Por favor'
- Grazia fitg. - 'Muchas gracias'
- Gratulaziuns. - 'Felicitaciones'
- Bun cletg. - 'Buena suerte'
- Ils quants è oz? - '¿Cuál es la fecha de hoy?'
- Quants onns has ti? - '¿Cuántos años tienes?'
- Viva! - '¡Viva!'

## Revistas
- Engadiner Post (Posta Ladina), semanario bilingüe de la región de Engadina
- La Pagina da Surmeir, semanario en romanche de la comuna de Surses
- La Quotidiana, diario en romanche para todos los territorios de esa lengua